# Pamela Sargent
Pour les articles homonymes, voir Sargent.
Œuvres principales
- Le Règne des immortels
- La Reine des pistes
- Le Rivage des femmes

Pamela Sargent, née le 20 mars 1948 à Ithaca dans l'État de New York, est une romancière, nouvelliste et éditrice de science-fiction féministe américaine.

## Biographie
Pamela Sargent est diplômée en philosophie. Elle a écrit un diptyque concernant la terraformation de Vénus qui est parfois comparée à la trilogie de Kim Stanley Robinson sur Mars, bien que lui étant antérieure.
Elle a également édité différentes anthologies pour mettre en valeur les contributions des femmes à l'histoire de la science-fiction, et elle a écrit Le Rivage des femmes, fiction qui imagine un monde post-apocalyptique où les deux sexes vivraient séparément l'un de l'autre. Elle est aussi connue pour écrire des uchronies. Elle s'est essayée à une grande variété de thèmes, avec un succès variable. Elle a également collaboré avec George Zebrowski, et à quelques romans de Star Trek.
Son roman féministe Le Rivage des femmes aborde la question de la sexualité et du genre.

## Œuvres
(liste non exhaustive)
- Femmes et Merveilles[2] (Women of Wonders), anthologie fameuse qu’elle a dirigée
- Le Règne des immortels (The golden space ) - Club du livre d'anticipation no 95 (1983)
- L'Épreuve de Daiya - Galaxie-bis no 90
- L'Étrange Monsieur Raf - Galaxie-bis no 116
- Le Rivage des femmes[3] (The Shore of Women) (1986)
- Vénus des rêves[4] (Vénus - 1) (Venus of Dream) (1986)
- Vénus des ombres[5]  (Vénus - 2) (Venus of Shadows) (1988)
- Copies conformes (Cloned lives ) - Club du livre d'anticipation no 102 (1984)
- L'Étoile blanche (The sudden stars ) - Club du livre d'anticipation no 102 (1984)
- Alien upstairs
- La Reine des pistes[6] (Strip-runner)